# Wahl zur Nationalversammlung von Suriname 2025

Wahl 2025

Die Wahl zur Nationalversammlung von Suriname von 2025 fand  am 25. Mai 2025 statt.
Aus der Wahl ergab sich für die 51 Sitze der Nationalversammlung von Suriname (DNA) die folgende Verteilung auf die einzelnen Parteien und Parteikombinationen:
- Nationale Democratische Partij (NDP) – 18 Sitze
- Vooruitstrevende Hervormingspartij (VHP) – 17 Sitze
- Algemene Bevrijdings- en Ontwikkelingspartij (ABOP) – 6 Sitze
- Nationale Partij Suriname (NPS) – 6 Sitze
- Pertjaja Luhur (PL) – 2 Sitze
- “Alternatief 2020” (A20) –  1 Sitz
- Broederschap en Eenheid in de Politiek (BEP) –  1 Sitz

Bereits kurz nach der Wahl und vor der ersten Sitzung der DNA am 29. Juni 2025  hatte der Parteivorsitzende der NDP Jennifer Simons die Koalitionsgespräche mit der ABOP, NPS, PL, A20 und BEP erfolgreich abgeschlossen und verfügte damit mit 34 der insgesamt 51 Sitze, also über eine Zweidrittelmehrheit. Nach der Vereidigung de DNA-Mitglieder wurde der von der Koalition vorgeschlagene Abgeordnete Ashwin Adhin (NDP) mit den erforderlichen 34 Stimmen zum Parlamentsvorsitzenden gewählt. Der Gegenkandidat Dew Sharman (VHP) erhielt 16 Stimmen. 
Der ebenfalls durch die Koalisation zum Vize-Vorsitzenden vorgeschlagene Ronnie Brunswijk (ABOP) wurde ohne Gegenkandidat per Akklamation zum  Vizepräsidenten des Parlaments gewählt.

## Stimmen insgesamt, Sitze per Partei
| Name                                         | Abkürzung | Stimmen | %     | Sitze |
| -------------------------------------------- | --------- | ------- | ----- | ----- |
| Nationale Democratische Partij               | NDP       | 93.459  | 34,18 | 18    |
| Vooruitstrevende Hervormings Partij          | VHP       | 86.912  | 31,78 | 17    |
| Algemene Bevrijdings- en Ontwikkelingspartij | ABOP      | 31.798  | 11,63 | 6     |
| Nationale Partij Suriname                    | NPS       | 31.215  | 11,42 | 6     |
| Pertjajah Luhur                              | PL        | 10.300  | 4,05  | 2     |
| Alternatief 2020                             | A20       | 7.461   | 2,73  | 1     |
| Broederschap en Eenheid in de Politiek       | BEP       | 7.128   | 2,61  | 1     |
| Optie voor Suriname                          | OPTSU     | 1.634   | 0,60  | -     |
| Democratisch Alternatief '91                 | DA'91     | 1.537   | 0,60  | -     |
| De Nieuwe Leeuw                              | D.N.L.    | 649     | 0,24  | -     |
| Arena Politieke Partij                       | APP       | 517     | 0,19  | -     |
| Democratische Unie Suriname                  | D.U.S.    | 339     | 0,12  | -     |
| Volkspartij Leefbaar Suriname                | VLS 2023  | 335     | 0,12  | -     |
| Partij Van Communicatie                      | PVC       | 160     | 0,06  | -     |
| Total                                        |           | 273.444 | 100   | 51    |
| ungültige Stimmen                            | 3961      |         |       |       |
| Totale Anzahl                                |           | 277.405 |       |       |

### Wahlbeteiligung
Insgesamt waren 399.932  Personen wahlberechtigt. Nach Angaben des Centraal Hoofdstembureau Suriname vom 10. Juni 2025 wurden 273.444 gültige- und 3961 ungültige Stimmen abgegeben, dies entspricht einer Wahlbeteiligung von 69,36 %.